# Main Source
Main Source (1989–1994) war eine Hip-Hop-Gruppe aus Toronto beziehungsweise aus New York City. Die Gruppe bestand ursprünglich aus den Mitgliedern Sir Scratch (Toronto), K-Cut (Toronto) und Large Professor (New York).
Die Gruppe Main Source (auf Deutsch etwa „Informationsquelle“) wurde 1989 von drei jungen Musikern gegründet. Ihr Debütalbum namens Breaking Atoms wurde 1991 veröffentlicht und erhielt gute Kritiken. Auf Breaking Atoms war der damals erst 18-jährige Rapper Nas zum ersten Mal in einem Song namens Live At The Barbeque zu hören. Die Gruppe löste sich im Jahr 1994 wegen finanzieller Differenzen auf. In diesem Jahr wurde dennoch ein zweites Album namens Fuck What You Think produziert, für das Large Professor gegen Mikey D ausgetauscht wurde.
Nach der Trennung von Main Source gingen alle Mitglieder ihren eigenen Weg. Large Professor produziert bis heute Songs und arbeitete mit Szenegrößen wie Rakim, Pete Rock & CL Smooth, Nas und Diamond D zusammen.

## Alben
- 1991: Breaking Atoms
- 1994: Fuck What You Think